# El presidente burlado

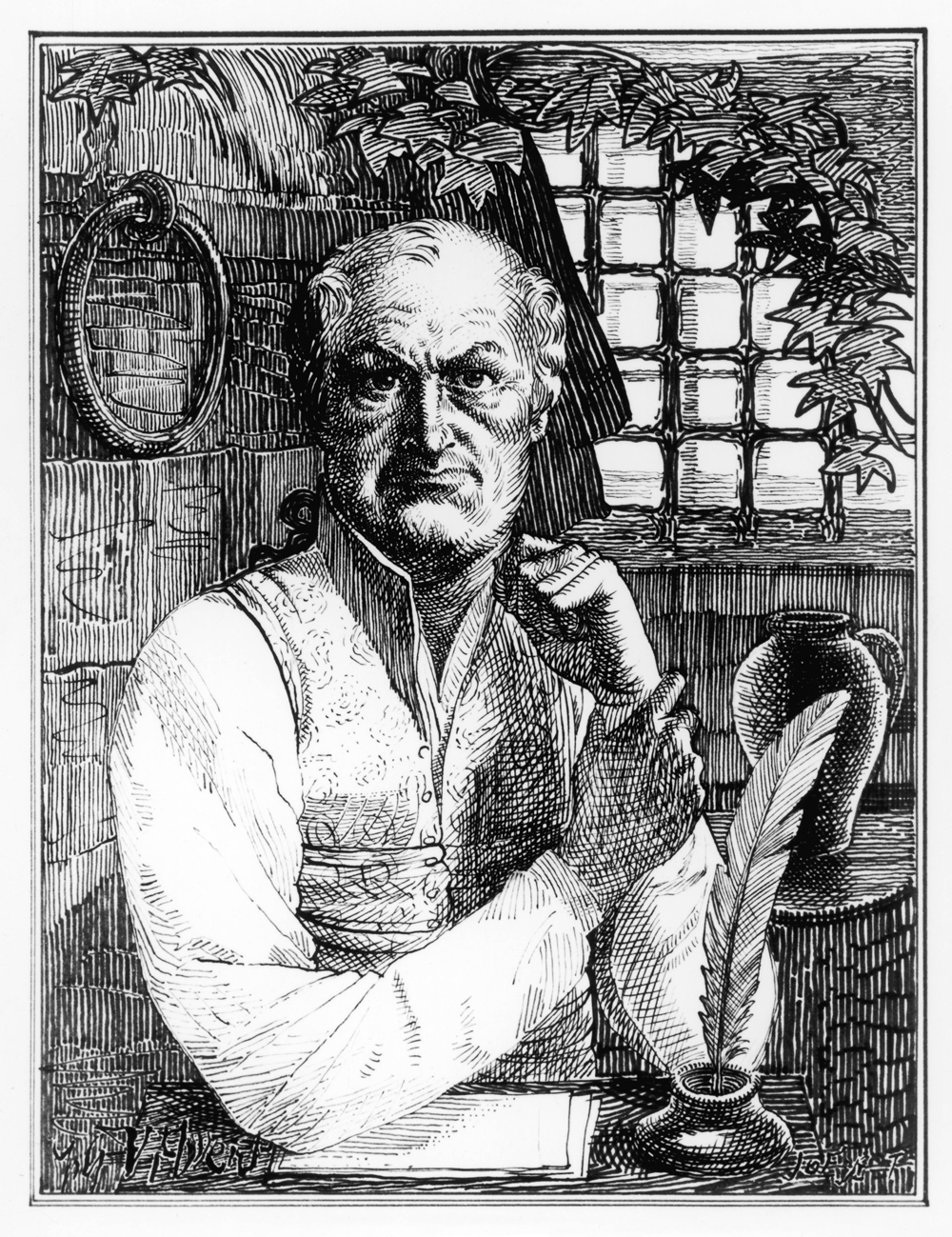
Retrato imaginado del Marqués de Sade recluido en el castillo de Vincennes.

El presidente burlado es un cuento del Marqués de Sade en el que ajusta cuentas con los magistrados de Aix-en-Provence, aquellos que entendieran en el caso de Marsella, condenándolo a dos penas de muerte por envenenamiento y Sodomía. Está incluido en su volumen Cuentos, historietas y fábulas, cuentos escritos durante su largo encierro en Vincennes. En él, muestra sus actitudes para el relato corto, con una trama de enredos, una acertada descripción de situaciones y de personajes y grandes dosis de ironía.

## Trama
La trama es recurrente en las novelas de Sade: las peripecias de dos jóvenes que desean casarse por amor, enfrentados a la imposición paterna que concierta una boda por conveniencia. Este tema aparece también en Historia de Aline y Valcour, en Historia de Sainville y Leonore (incluida en Aline y Valcour) y, como reflexiones, en otros diversos cuentos.
La señorita de Téroze, encantadora joven de 18 años, ama y es amada por el conde de Elbène, apuesto joven, segundo coronel de regimiento; pero tiene la desgracia de que su padre le ha destinado como esposo a un repelente y ridículo personaje, magistrado de Aix de Provence. 
Los amigos de la pareja, confabulados con ésta, idean una serie de peripecias mediante las que ponen repetidamente en ridículo al magistrado. Se burlan de él, lo humillan y lo maltratan, sin que en su estupidez logre relacionarlos con esos agravios. Finalmente, renuncia a la boda y el camino queda franco para la pareja.

## Los magistrados de Aix de Provence
Sade fue condenado por el tribunal de Aix tras un encuentro con cinco prostitutas en Marsella. Dos de ellas, tras ese encuentro se sintieron indispuestas, pasando varios días vomitando una sustancia negruzca y sanguinolenta. Se sospechó de unos caramelos que les ofreciera Sade. Analizadas las deposiciones no se encontró restos de veneno conocido y tras ser analizados los caramelos se determinó que se trataba de bolas de anís. Las muchachas, con el paso de los días, recuperaron su salud. No obstante, Sade y su criado fueron condenados a muerte por envenenamiento y sodomía. 
El protagonista, muy a su pesar, de El presidente burlado es un magistrado de Aix que Sade lo describe grotesco: “Dos piernas encorvadas sostenían con esfuerzo a ese campanario ambulante”, ridículo: "Una voz chillona que declamaba enfáticamente cumplidos mitad franceses, mitad provenzales, tras los que él mismo nunca dejaba de sonreír”, tosco “con pretensiones de cultivado” y con una moral peculiar: “vale mil veces más arriesgar la vida de quince inocentes que salvar por falta de celo la de un culpable”. Sade extiende estos calificativos a toda la magistratura de Aix:

Poca gente puede imaginarse a un presidente del parlamento de Aix; es una especie de bestia de la que se ha hablado a menudo, pero sin conocerla a fondo, rigorista por profesión, meticuloso, crédulo, testarudo, vano, cobarde, charlatán y estúpido por carácter, estirado en sus ademanes como un ganso, pronunciando las erres como un polichinela; enjuto, largo, flaco y hediondo como un cadáver. Se diría que toda la bilis y la severidad de la magistratura del reino habían buscado cobijo en el templo de Temis provenzal, para trasladarse desde allí en caso de necesidad cada vez que un tribunal francés tiene que presentar alguna queja o tiene que ahorcar á algún ciudadano.
El presidente burlado.

Toda la trama es una excusa para ridiculizarlos y censurarlos por su falta de honestidad. 
También aprovecha para criticar su rigorismo calificándolos de bellacos que llevan el fanatismo y el escándalo hasta el punto de dejar en su ciudad, como prueba inequívoca de su integridad, un patíbulo siempre levantado, que no es sino un monumento de su zafio rigorismo, a esos magistrados que opinan que si no castigásemos más que aquellos crímenes de los que estamos seguros, no tendríamos el placer de arrastrar al cadalso a nuestros semejantes ni cuatro veces en todo un siglo, y sólo eso hace que seamos respetados. Y expone su opinión sobre la pena de muerte: "Aparte de que vuestros estúpidos rigores jamás consiguieron contener el crimen, decir que una fechoría hace perdonar la siguiente y que la muerte de un hombre puede resultar beneficiosa para la del anterior es un absurdo. Vos y los que son como vos deberíais avergonzaros de tales procedimientos que, más que de vuestra integridad, dan testimonio de vuestra desmesurada afición al despotismo".
Sade huyó junto con su criado a Italia cuando se decretó su arresto no asistiendo al juicio. Se conocen las declaraciones de las muchachas a las que se las obligó a pormenorizar todo lo sucedido en tal encuentro. Sade, en este cuento, aprovecha para defenderse de las acusaciones de los magistrados basadas en estas declaraciones.

Contéstame, presidente, si tú te hubieras librado a algún capricho de la fantasía en la intimidad de tu casa, ¿te parecería muy equitativo que una turba de zopencos irrumpiera con sus antorchas en el seno de tu familia y que valiéndose de artimañas inquisitoriales, de engaños y de delaciones compradas, llegaran a descubrir ciertas faltas, disculpables cuando se tienen treinta años, y se aprovecharan de todas esas atrocidades para perderte, para desterrarte, para mancillar tu honor, deshonrar a tus hijos y saquear tus bienes?
El presidente burlado